# Euphyllodromia jutai
Euphyllodromia jutai är en kackerlacksart som beskrevs av Rocha e Silva 1984. Euphyllodromia jutai ingår i släktet Euphyllodromia och familjen småkackerlackor. Inga underarter finns listade i Catalogue of Life.